# Чистик (озеро, Демидовский район)
Чистик — ледниковое, термокарстовое озеро на севере Смоленской области России в Демидовском районе, в 2,5 км к западу от посёлка Пржевальское. Входит в состав национального парка Смоленское поозерье. Площадь — 54 га.
Площадь поверхности — 0,54 км². Высота над уровнем моря — 181,9 м.
На озере есть единственный остров "Бобровый"  названый из-за большого количества бобров обитаемых на нём. На острове большое количество медянок, гадюк и ужей.

## Этимология
В центральной части России слова «чистить», «чистик» могут применяться в значении «открытое место» (как естественно-природное, так и «созданное» человеком), а в Смоленской области — «большое сфагновое болото, совершенно безлесное». Вероятно, что наименование озера связано с этим явлением.